# Zaletta straminea
Zaletta straminea är en insektsart som beskrevs av Webb 1983. Zaletta straminea ingår i släktet Zaletta och familjen dvärgstritar. Inga underarter finns listade i Catalogue of Life.